# Chorizema dicksonii
Chorizema dicksonii är en ärtväxtart som beskrevs av Robert Graham. Chorizema dicksonii ingår i släktet Chorizema och familjen ärtväxter. Inga underarter finns listade i Catalogue of Life.